# See You on the Other Side
A See You on the Other Side a Korn nevű amerikai nu metal együttes hetedik stúdióalbuma. 2005. december 6-án jelent meg. Ez az első teljes Korn album Brian Welch távozása óta, és az utolsó David Silveria dobossal. 2006. január 12-én aranylemez, március 16-án platinalemez minősítést ért el az Egyesült Államokban.

## Felvétel
Az albumot Jonathan Davis házi stúdiójában vették fel, mint a Take a Look in the Mirrort.

## Promóció
Az együttes 2006. január 13-án bejelentett egy turnét, a See You on the Other Side Turnét. Sajnos az európai koncertek közben Jonathan Davis Idiopathic thrombocytopenic purbura-ban diagnosztizálták. Ez azt jelenti, hogy kevés vérlemezkéje képződik, így nem léphetett fel például a  Download Festivalon, de egy ideig pótolták, például Corey Taylorral, de a Korn lemondta emiatt sok európai koncertjét.

## Videóklipek a korongról
Az első kislemez az albumról a Twisted Transistor volt, erről készült először klip. David Meyers készítette, benne a Korn tagjait rap zenészek alakítják, név szerint: Xzibit, Lil Jon, Snoop Dogg, és David Banner. A kislemez harmadik helyen debütált a  Billboard Mainstream Rock Tracks listán; ez az eddigi legjobban debütált Korn kislemez, valamint a kilencedik helyet szerezte meg a Modern Rock listán. 2006-ban az MTV Asia Awards a Twisted Transistort jelölte a Kedvenc Videó kategóriában, amit meg is nyert. Ugyanebben az évben az MTV Europe Music Awards jelölte a Kornt a Legjobb Alternatív Előadó kategóriában, amit viszont nem nyert meg.
A második kislemez a Coming Undone volt, aminek a klipjét Little X rendezte, aki korábban csak hiphop és R&B klipeket rendezett. A Coming Undone a Korn egyik legismertebb száma.
Készítettek klipet a Politicsről is, amiben a tagokat láthatjuk koncerteken, illetve koncert előtt, vagy után.
Szintén csináltak klipet a Love songhoz is, amiben a vámpírok jutnak szerephez.
Kevésbé ismert, de a Liarhez is lett klip, amiben a tagokat megrajzolt formában láthatjuk, mintha egy mesében lennének. A táj nagyban hasonlít a borítón látható tájhoz. Itt is található egy vár, és ha jól megnézzük a borító hátoldalát, a távolban láthatunk egy ahhoz teljesen hasonló várat, valamint az óra számlapja is megjelenik mindkét helyen.

## Kritikai fogadtatás
„Nagyon izgatottak vagyunk. Mindannyian leülünk, és ahogy hallgatjuk, egymásra nézünk, mintha azt mondanánk: "Nem hiszem el, hogy ezek mi vagyunk.” - Jonathan Davis az albumról.[forrás?]
A korongot valóban sokkal jobb kritika fogadta, mint a Take a Look in the Mirrort.
A Metacritic 64-re értékelte, a maximális 100-ból, az AllMusic 4-re, az 5-ből, a The Gauntlet 5-re, az 5-ből, a The New York Times pedig 7-re, a 10-ből.
Eddig az USA-ban 1 200 000 darab példányt adtak el belőle, csak az első héten 220 000 darabot, világszerte pedig mintegy 2 000 000 darabot, így összesen körülbelül 3 200 000 példány kelt el belőle ezidáig.

## Az album dalai
Az eredeti albumon 14 számot találhatunk, egy bővített verzión 16-ot, valamint egy speciális kiadáson 20, illetve 22 számot hallhatunk.
| 1.    | Twisted Transistor | 4:12 |
| 2.    | Politics           | 3:17 |
| 3.    | Hypocrites         | 3:50 |
| 4.    | Souvenir           | 3:50 |
| 5.    | 10 or a 2-Way      | 4:41 |
| 6.    | Throw Me Away      | 4:41 |
| 7.    | Love Song          | 4:19 |
| 8.    | Open Up            | 6:15 |
| 9.    | Coming Undone      | 3:20 |
| 10.   | Getting Off        | 3:25 |
| 11.   | Liar               | 4:14 |
| 12.   | For No One         | 3:37 |
| 13.   | Seen It All        | 6:19 |
| 14.   | Tearjerker         | 5:05 |
| 61:03 |                    |      |

## Külső hivatkozások
- A Korn weboldala